# Puusasjoki
Puusasjoki (Noord-Samisch: Buvssasjohka) is een rivier die stroomt in de Finse gemeente Enontekiö in de regio Lapland. De rivier ontstaat op de zuidelijke hellingen van de berg Puusasvaara op de grens met Noorwegen. De rivier stroomt naar het zuiden en belandt in de Hietajoki.
Afwatering: Puusasjoki → Hietajoki → Muonio → Torne → Botnische Golf